# Sawadaea
Sawadaea is een geslacht van schimmels behorend tot de familie Erysiphaceae. De typesoort is Sawadaea aceris.

## Soorten
Volgens Index Fungorum telt dit geslacht 14 soorten (peildatum juni 2022):
| Soortnaam                               | Auteur(s)                         | Publicatiejaar |
| --------------------------------------- | --------------------------------- | -------------- |
| Sawadaea aesculi                        | R.Y. Zheng & G.Q. Chen            | 1980           |
| Sawadaea bicornis (Spaanse aakmeeldauw) | (Wallr.) Homma                    | 1937           |
| Sawadaea bifida                         | V.P. Heluta                       | 1990           |
| Sawadaea bomiensis                      | R.Y. Zheng & G.Q. Chen            | 1980           |
| Sawadaea koelreuteriae                  | (I. Miyake) H.D. Shin & M.J. Park | 2011           |
| Sawadaea kovaliana                      | V.P. Heluta                       | 1990           |
| Sawadaea nankinensis                    | (F.L. Tai) S. Takam. & U. Braun   | 2008           |
| Sawadaea polyfida                       | (C.T. Wei) R.Y. Zheng & G.Q. Chen | 1980           |
| Sawadaea tulasnei (Esdoornmeeldauw)     | (Fuckel) Homma                    | 1937           |
| Sawadaea zhengii                        | Y. Nomura                         | 1997           |